# Los Pinos, Mexicali
Los Pinos är en ort i Mexiko.   Den ligger i kommunen Mexicali och delstaten Baja California, i den nordvästra delen av landet, 2 100 km nordväst om huvudstaden Mexico City. Los Pinos ligger 20 meter över havet och antalet invånare är 363.
Terrängen runt Los Pinos är mycket platt. Runt Los Pinos är det ganska tätbefolkat, med 58 invånare per kvadratkilometer. Närmaste större samhälle är Guadalupe Victoria, 10,9 km söder om Los Pinos. Trakten runt Los Pinos består till största delen av jordbruksmark.